# Assassin
Assassin – niemiecka grupa thrashmetalowa powstała w 1985 w Düsseldorfie. 
Zespół pod nazwą Satanica założyli wokalista Robert Gonnella, gitarzyści Dinko Vekić i Jürgen "Scholli" Scholz, basista Markus „Lulle” Ludwig i perkusista Andreas Süther (przyjął pseudonim "Psycho Danger"). Jeszcze w 1985 zmieniono nazwę na Assassin.
Pierwsze nagrania to wydane na kasetach dema Holy Terror (1985) i The Saga of Nemesis (kwiecień 1986). Spotkały się one z pozytywnym odzewem ze strony fanów i wkrótce Assassin podpisał kontrakt z wytwórnią Steamhammer Records. W listopadzie 1986 w Karo Music Studios w Münster przystąpiono do nagrywania debiutanckiej płyty.
The Upcoming Terror ukazała się w sprzedaży 3 czerwca 1987. Na płycie znalazły się w większości utwory z obu kaset demo, w nowych, profesjonalnych aranżacjach. Muzyka na tym albumie to agresywny, dynamiczny thrash metal z wyeksponowaną perkusją i krzykliwym, ostrym wokalem Roberta Gonelli. Assassin porównywano z innymi grupami tworzącymi w latach osiemdziesiątych niemiecką scenę ekstremalnego metalu, takimi jak Exumer, Tankard, Violent Force, a także z debiutującymi wcześniej formacjami Kreator, Sodom i Destruction. Doszukiwano się również inspiracji muzyką z kontynentu amerykańskiego: Slayer, Exodus, Razor czy Voivod. Produkcja została dobrze przyjęta przez fanów, choć nie brakowało głosów krytycznych zarzucających jej prostotę i wtórność. Gwałtowny rozwój extreme metalu w latach osiemdziesiątych powodował wśród zespołów silną konkurencję, zmuszał debiutantów do poszukiwania oryginalnych rozwiązań muzycznych i brzmieniowych. 
Na zmianę stylu i brzmienia podczas nagrywania drugiej płyty Interstellar Experience (1988) największy wpływ – poza naturalną ewolucją muzyczną – miały korekty w składzie. Z Assassin odszedł perkusista "Psycho Danger", jego miejsce zastąpił Frank Nellen. Zmienił się też gitarzysta, "Scholli" został zastąpiony przez Michaela Hoffmanna. Na albumie słychać mniej wpływów niemieckiego thrashu, więcej zaś grup zza oceanu: Anthrax, Nuclear Assault oraz D.R.I. i formacji hardcore punkowych. Kompozycje są jeszcze szybsze niż na debiucie, praca gitar potężniejsza, silniej wyeksponowana. Teksty utworów opisują okrucieństwo świata opartego na przemocy, zawierają krytykę społeczeństwa, są politycznie zaangażowane, mają wymowę antywojenną, pacyfistyczną.
Druga płyta nie okazała się sukcesem na miarę oczekiwań i rok później zespół rozwiązano. Bezpośrednim powodem było niefortunne zdarzenie: doszło do włamania do sali prób zespołu, skąd skradziono sprzęt oraz instrumenty. Z braku pieniędzy na zakup nowego sprzętu członkowie grupy postanowili się rozstać.
Assassin wznowił działalność w 2002. Z oryginalnego składu pozostał tylko "Scholli". W 2003 formacja wystąpiła na festiwalu Wacken Open Air. W 2005 wydano pierwszy od siedemnastu lat album studyjny The Club. Zarówno ten materiał, jak i kolejne płyty, Breaking the Silence (2011), Combat Cathedral (2016) i Bestia Immundis (2020), choć thrashowe, są pod względem stylu i brzmienia odległe od muzyki zarejestrowanej na debiucie.

## Muzycy

### Obecny skład zespołu[7]
- Jürgen "Scholli" Scholz – gitara (1985-1987, od 2002)
- Joachim Kremer – gitara basowa (od 2009)
- Björn "Burn" Sondermann – perkusja (od 2009)
- Ingo „Crowzak“ Bajonczak – wokal (od 2014)
- Frank "Blackfire" Gosdzik – gitara (od 2016)

### Byli członkowie zespołu[8]
- Markus „Lulle” Ludwig – gitara basowa (1985-1989)
- Andreas "Psycho Danger" Süther – perkusja (1985-1987)
- Dinko Vekić – gitara (1985-1989, 2002-2005)
- Robert Gonnella – wokal (1985-1989, 2002-2014)
- Frank Nellen – perkusja (1987-1989, 2004-2009)
- Michael "Micha" Hoffmann – gitara (1987-1988, 2005-2016)
- Olaf Ruckert – gitara (1989)
- Joachim Hopf – gitara basowa (2002-2005)
- Guido "Atomic Steif" Richter – perkusja (2002-2004)
- Ufo Walter – gitara basowa (2005-2007)
- Michael Hambloch – gitara basowa (2008-2009)

## Dyskografia
- The Upcoming Terror (1987, Steamhammer Records)
- Interstellar Experience (1988, Steamhammer Records)
- The Club (2005, wytwórnia niezależna)
- Breaking the Silence (2011, Steamhammer Records)[9]
- Combat Cathedral (2016, Steamhammer Records)
- Bestia Immundis (2020, Massacre Records)